# Praia do Pópulo
Praia do Pópulo.
A Praia do Pópulo é uma zona balnear portuguesa localizada no lugar de Rosto de Cão, freguesia do Livramento no município de Ponta Delgada, ilha açoriana de São Miguel.
Durante o século XVII e o século XVIII, os terrenos envolventes a esta praia encontravam-se dedicados ao cultivo de vinhas e o acesso não era livre sendo quase do uso exclusivo dos proprietários cujas terras terminavam na orla marítima.
Foi já no século XX que esta praia localizada às portas da cidade de Ponta Delgada foi alvo de melhoramentos por acção da Junta Geral do Distrito Autónomo de Ponta Delgada, entretanto extinta.
Assim, foi nos anos 50 do século XX, a quando do lançamento de uma estrada através dos antigos terrenos de vinhas com o objectivo de fazer uma variante à Estrada Regional do Sul, que se abriu ao uso colectivo o areal.
Rapidamente os terrenos limítrofes foram sujeitos à construção e a praia passou a ser do uso da cidade de Ponta Delgada que assim passou a ficar dotada de uma excelente zona balnear.